# Leonardo Pulcini
Leonardo Pulcini, né le 25 juin 1998 à Rome, est un pilote automobile italien.

## Biographie

### Débuts en monoplace en Italie (2014)
Après plusieurs années en karting dans son pays natal, Leonardo Pulcini fait ses débuts en monoplace en 2014 dans le championnat d'Italie de Formule 4, avec DAV Racing. Il se montre régulier et obtient six podiums, sans toutefois décrocher de victoire. Il termine 4e du championnat. Cette année-là, il participe également à quelques courses d'Euroformula Open en Espagne.

### Champion en Euroformula Open (2015-2016)
Leonardi Pulcini poursuit en Euroformula Open en 2015, toujours avec DAV Racing. Il remporte une course sur le Red Bull Ring et obtient un autre podium à Spa-Francorchamps, pour se classer 9e du championnat. 
Il signe chez Campos Racing en 2016 et domine le championnat, avec sept victoires et treize podiums en seize courses. Pulcini décroche son premier titre en monoplace, qui s'accompagne également du titre en championnat d'Espagne de Formule 3, une sous-catégorie de l'Euroformula Open.

### Le GP3 Series et la Formule 3 FIA (2017-2020)

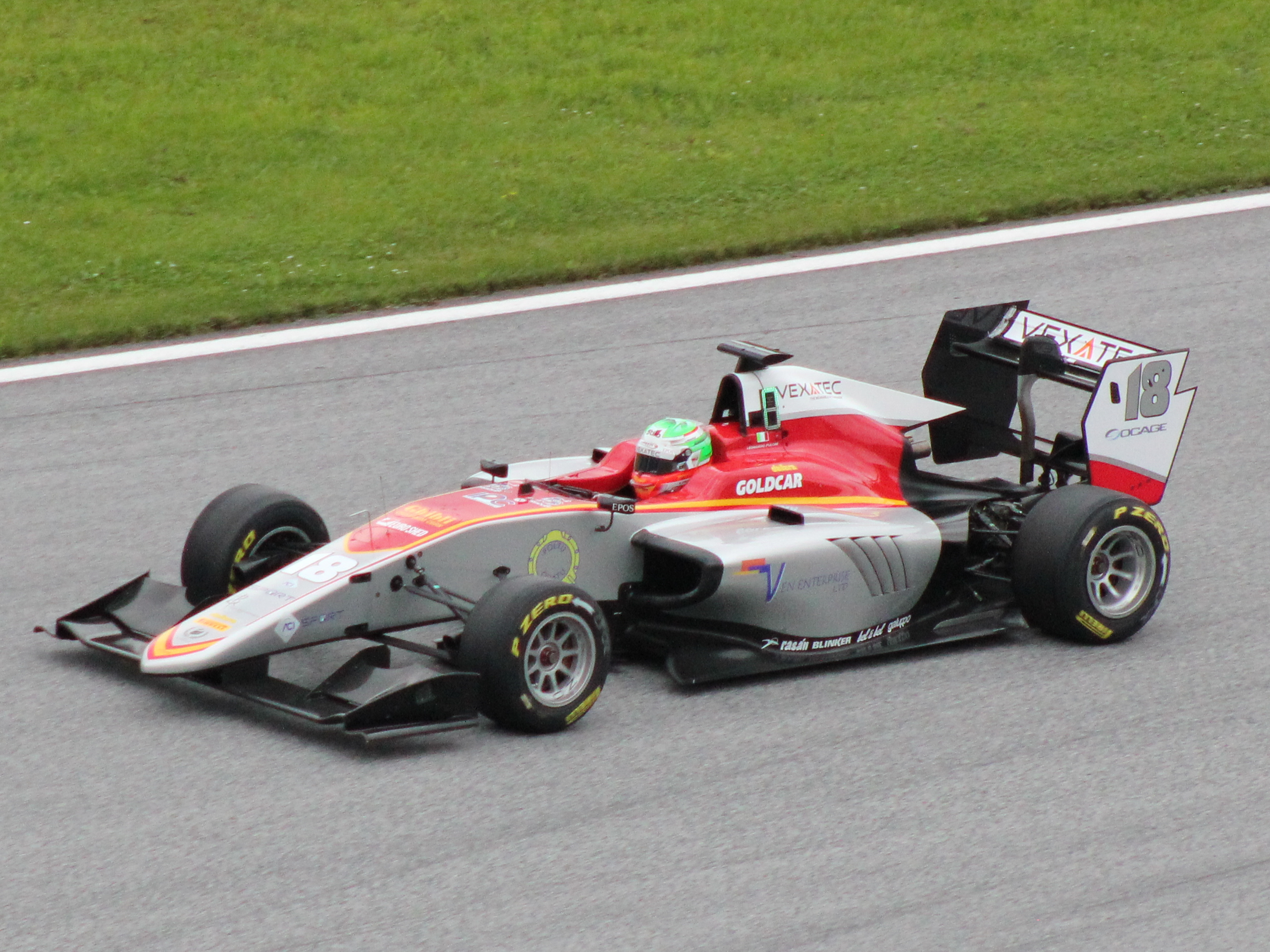
Leonardo Pulcini en GP3 Series en 2018, sur le Red Bull Ring.

En fin d'année 2016, Leonardo Pulcini dispute des tests de GP3 Series avec Campos Racing, sur le circuit Yas Marina, mais il s'engage finalement avec Arden International pour la saison 2017. Il obtient dix-huit de ses vingt points dès la première course à Barcelone, où il termine 2e. Il se classe finalement 14e du championnat.
Il retrouve Campos en 2018. Sa saison commence par une nouvelle performance à Barcelone, où il décroche la pole position. Après trois podiums obtenus à Spielberg et à Budapest, il remporte ses premières courses en GP3 Series à Sotchi puis à Yas Marina. Il achève cette deuxième saison à la 4e place au classement des pilotes.

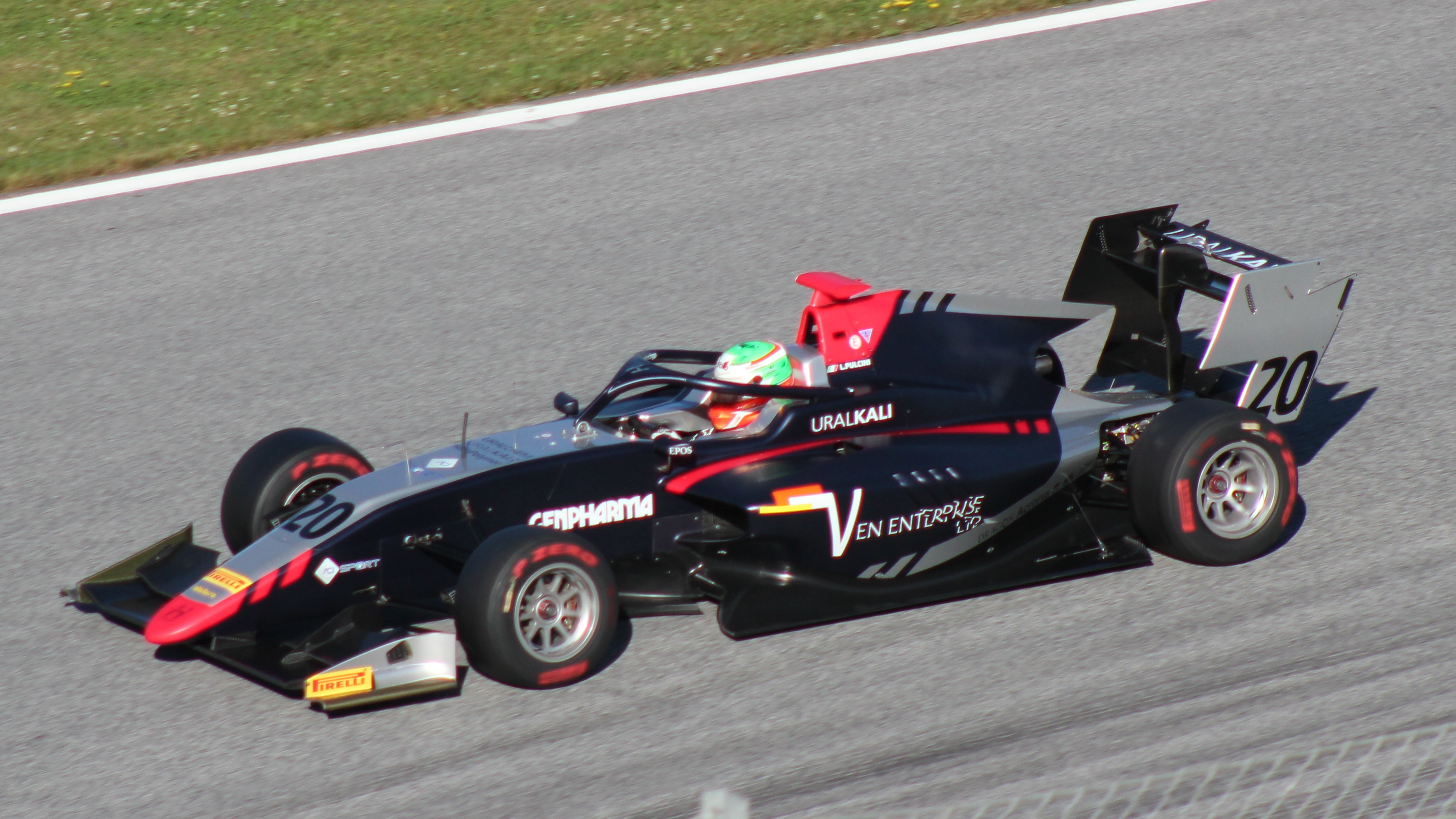
Leonardo Pulcini en Formule 3 en 2019, sur le Red Bull Ring.

En 2019, le GP3 Series devient le championnat de Formule 3 FIA et Leonardo Pulcini signe chez Hitech Grand Prix. Il connaît un début de saison assez poussif mais remporte la course sprint de Silverstone et monte sur un deuxième podium en Hongrie. Il se classe 8e du championnat. En novembre, il participe également à son premier Grand Prix de Macao mais n'en voit pas l'arrivée.
Sans volant pour la saison 2020, il trouve refuge dans le championnat italien de GT chez Lamborghini Vincenzo Sospiri Racing. En août, il est appelé par Carlin Racing pour effectuer une pige en Formule 3 FIA à Silverstone, pour aider l'équipe en difficultés.

## Carrière

### Résultats en monoplace
| Saison | Championnat                        | Écurie              | Courses | Victoires | Pole positions | Meilleurs tours | Podiums | Points | Classement |
| ------ | ---------------------------------- | ------------------- | ------- | --------- | -------------- | --------------- | ------- | ------ | ---------- |
| 2014   | Championnat d'Italie de Formule 4  | DAV Racing          | 21      | 0         | 0              | 0               | 6       | 187    | 4e         |
| 2014   | Euroformula Open                   | DAV Racing          | 4       | 0         | 0              | 0               | 0       | 14     | 19e        |
| 2015   | Euroformula Open                   | DAV Racing          | 16      | 1         | 0              | 0               | 2       | 91     | 9e         |
| 2015   | Championnat d'Espagne de Formule 3 | DAV Racing          | 6       | 0         | 0              | 0               | 0       | 22     | 9e         |
| 2016   | Euroformula Open                   | Campos Racing       | 16      | 7         | 3              | 8               | 13      | 303    | Champion   |
| 2016   | Championnat d'Espagne de Formule 3 | Campos Racing       | 6       | 1         | 1              | 4               | 5       | 105    | Champion   |
| 2017   | GP3 Series                         | Arden International | 15      | 0         | 0              | 1               | 1       | 20     | 14e        |
| 2018   | GP3 Series                         | Campos Racing       | 18      | 2         | 2              | 2               | 5       | 156    | 4e         |
| 2019   | Formule 3 FIA                      | Hitech Grand Prix   | 16      | 1         | 0              | 0               | 2       | 78     | 8e         |
| 2020   | Formule 3 FIA                      | Carlin Buzz Racing  | 2       | 0         | 0              | 0               | 0       | 0      | 33e        |